# Kuńkowce (gromada)
Kuńkowce – dawna gromada, czyli najmniejsza jednostka podziału terytorialnego Polskiej Rzeczypospolitej Ludowej w latach 1954–1972.
Gromady, z gromadzkimi radami narodowymi (GRN) jako organami władzy najniższego stopnia na wsi, funkcjonowały od reformy reorganizującej administrację wiejską przeprowadzonej jesienią 1954 do momentu ich zniesienia z dniem 1 stycznia 1973, tym samym wypierając organizację gminną w latach 1954–1972.
Gromadę Kuńkowce z siedzibą GRN w Kuńkowcach utworzono – jako jedną z 8759 gromad na obszarze Polski – w powiecie przemyskim w woj. rzeszowskim na mocy uchwały nr 30/54 WRN w Rzeszowie z dnia 5 października 1954. W skład jednostki weszły obszary dotychczasowych gromad Kuńkowce, Łętownia, Bełwin, Wapowce i Ostrów ze zniesionej gminy Kuńkowce w tymże powiecie. Dla gromady ustalono 24 członków gromadzkiej rady narodowej.
31 grudnia 1961 z gromady Kuńkowce wyłączono część obszaru wsi Kuńkowce, włączając ją do miasta na prawach powiatu Przemyśla w tymże województwie.
W 1971 roku gromada Kuńkowce liczyła 2725 mieszkańców, zamieszkujących miejscowości: Bełwin (173), Kuńkowce (494), Łętownia (424), Ostrów (1330) i Wapowce (304).
Gromada przetrwała do końca 1972 roku, czyli do kolejnej reformy gminnej.